# Megan Gibbs
Megan Gibbs est une joueuse canadienne de rugby à XV, née le 20 juillet 1985, de 1,80 m pour 80 kg, occupant le poste de deuxième ligne à Irish Canadian Rugby Club. 

## Palmarès
(au 30.08.2006)
- 6 sélections en Équipe du Canada de rugby à XV féminin
- 1re sélection le 11 novembre 2004
- participations à la Coupe du monde féminine de rugby à XV 2006.
- demi-finaliste à la Coupe du monde féminine de rugby à XV 2006.